# Pseudadoretus koechlini
Pseudadoretus koechlini är en skalbaggsart som beskrevs av Sylvain Auguste de Marseul 1867. Pseudadoretus koechlini ingår i släktet Pseudadoretus och familjen Rutelidae. Inga underarter finns listade i Catalogue of Life.